# Lepidophorum
Lepidophorum là một chi thực vật có hoa trong họ Cúc (Asteraceae).

## Loài
Chi Lepidophorum gồm các loài: